# Can Marc (Vilaür)
Can Marc és una obra del municipi de Vilaür (Alt Empordà) inclosa en l'Inventari del Patrimoni Arquitectònic de Catalunya. Està situat al sud del nucli urbà de Vilaür, a pocs metres de distància del poble pel carrer de la Font, a la zona coneguda com els Llaparts.

## Descripció
És una masia de planta rectangular, formada per diverses crugies, amb la coberta de dues vessants de teula i distribuïda en planta baixa, pis i golfes. Presenta un cos rectangular adossat al sud, amb sortida a una terrassa al nivell del primer pis la qual té unes escales exteriors d'accés directe, conseqüència d'una reforma efectuada al segle xix. La façana principal està orientada a ponent i presenta un gran portal de mig punt adovellat, amb la clau gravada amb la data 1583. Al pis, les obertures són rectangulars i estan emmarcades amb carreus de pedra. La central presenta la llinda decorada amb una petita creu i la inscripció "CRISTOPHUS MARCUS ME FECIT", mentre que la de l'extrem sud és de llinda plana amb permòdols decorats amb rosetes. El ràfec de la teulada està bastit amb maons plans pintats i decorats amb motius geomètrics, tot i que està força degradat, ja que probablement duia una inscripció actualment esborrada.
La façana sud presenta una galeria a l'últim nivell, oberta mitjançant quatre finestres d'arc de mig punt arrebossat. A la part superior hi ha les restes d'un antic rellotge de sol mig esborrat. La façana de llevant presenta un forn adossat a l'extrem sud, de planta circular i bastit amb pedra desbastada, amb una alçada fins al nivell del pis. Està ubicat dins d'un petit recinte delimitat amb una tanca de pedra, al que s'accedeix des de la banda sud, a través d'un portal d'arc rebaixat bastit amb maons. La façana està reforçada amb un contrafort posterior, bastit amb maons i situat al costat del forn. Des de l'interior d'aquest recinte s'accedeix a un porxo embigat que dona pas a les antigues quadres i corrals de la masia, mitjançant obertures d'arc rebaixat bastides amb maons.
La construcció és bastida en pedra, tot i que està arrebossada i pintada.

## Història
L'antiga masia datada vers el segle xvi mitjançant la inscripció incisa a una llinda que presenta la data de 1583. També es pot apreciar la inscripció CRISSTOPHVS MARCVS ME FECIT.